# Linley
Linley är en by i civil parish Barrow, i distriktet Shropshire, i grevskapet Shropshire, i England. Byn är belägen 6 km från Bridgnorth. Linley var en civil parish fram till 1966 när blev den en del av Broseley och Dawley. Civil parish hade 89 invånare år 1951.